# 战鹰
战鹰（1995年4月8日—），女，河北保定人，是一名网络主播、中国围棋棋手。现为围棋职业段位二段，女子围棋运动健将技术等级。当前效力于山西围棋协会队。

## 围棋棋手经历

### 业余棋手时期
1995年4月8日，战鹰出生于河北省保定市。10岁时曾获全国少年儿童围棋锦标赛儿童组亚军。2006年击败了同为少儿组的幼年於之莹。2010年3月，作为保定市前进围棋院棋手，战鹰在河北省第六届围棋段位赛中，晋升为业余5段。2011年4月，战鹰代表晋城市六泉坊代表队，获全国业余围棋大赛团体冠军。
2012年，战鹰被山西省引进，成为山西省围棋协会签约棋手。该年8月，战鹰代表太原师范学院附属中学一队，获全国中学生围棋锦标赛初中组亚军。同年，作为山西东方红胡晓苓棋艺俱乐部棋手，战鹰晋升业余6段。
2013年，由战鹰等三位棋手组成的山西东方红胡晓苓队在全国围棋团体锦标赛女子团体赛中以全国第五的成绩，取得第一届中国女子围棋甲级联赛（女子围甲）参赛资格。并在此后代表山西队参加女子围甲联赛等重大赛事，山西队当年女子围甲因实力和财力所限，战绩为倒数第二，最终降级解散。2013年9月，战鹰获全国围棋锦标赛（女子个人）第十一名。2014年，战鹰被下放至山西同至人队（山西二队），参加全国围棋团体锦标赛女子团体赛（女子围乙）。

### 职业棋手时期
2014年7月25日，战鹰在江苏省无锡市举行的全国围棋段位赛中，以第五名的成绩定为职业初段。12月5日，山西省体育局授予战鹰围棋女子组“一级运动员”技术等级。
2015年，通过山西大学围棋项目体育单招指标，入读山西大学体育学院（省体育局教学点）运动训练专业。同年，她代表山西大学商务学院队，参加2015年女子围乙赛。2016年，她随教练胡晓苓转会天津权健女队，代表天津出战女子围乙赛。2017年，战鹰代表梦百合围棋队征战女子围乙赛。与此同时，2017年至2018年，她前往韩国首尔冲岩围棋道场进修一年。回国后，她在2019年第七届女子围甲联赛中代表安徽队出战，获团体第四名。
2019年11月，战鹰获第四届全国智力运动会（职业女子团体赛）第四名。同年，她升为职业二段。同年12月27日，因其获2019年全国围棋锦标赛（女子个人）第十五名，国家体育总局棋牌运动管理中心、中国围棋协会授予其女子围棋个人“运动健将”技术等级。
2020年，山西省围棋协会（山西围协）购买从女子围乙升入女子围甲的大连弈道队，更名组建山西书海路鑫队，再次进入女子围甲，战鹰重新披上山西队战袍征战围甲赛场，该队其后在当年的第八届女子围甲联赛中获得季军。2021年，战鹰继续代表山西书海路鑫队出战第九届女子围甲联赛，山西队在该届赛事中以积分垫底降级，战鹰则在该届女子围甲中取得2胜、16负的成绩，包括历时7小时击败九段芮乃伟。
2022年，战鹰被下放至全国围棋锦标赛丙级团体赛（男子围丙），担当山西围棋协会队第三台棋手。并获2胜、5负的战绩。2023年2月，山西围协再度组建由吴侑珍九段、李赫五段、王爽五段、李鑫怡三段及战鹰二段组成的山西书海路鑫队参与第十届女子围甲联赛，力争再次冲击前三名。但5月女子围甲正式开赛后，战鹰最终未进入该队正式参赛名单。
截止至2024年7月18日，战鹰在非官方围棋棋手世界排名网站GoRatings.org上排名第779名，Elo等级分为2815分。

## 网络主播经历
2020年7月9日，战鹰入驻虎牙直播平台，成为一名网络主播。次年9月2日，她转入哔哩哔哩直播平台直播。在这两年半的时间内，战鹰直播事业并无起色，哔哩哔哩粉丝数亦长期在5万人以下。
2022年10月底，战鹰在直播中挑战阅读百度贴吧围棋吧的恶评后失声落泪，相关视频爆红破圈。11月24日，战鹰在哔哩哔哩的粉丝数突破10万人。12月24日当日，战鹰在哔哩哔哩平台直播结束后仍达成“千舰”成就，同时其平安夜直播的热度则达到了哔哩哔哩全站第一、粉丝数则突破50万人。
2023年2月16日，战鹰在哔哩哔哩平台的约四个小时的直播内增加超过1000位“舰长”，总舰长数超过2400人。2月18日，战鹰在哔哩哔哩的粉丝数突破100万。6月9日，战鹰获第六届“吴清源杯”世界女子围棋赛任命为赛事形象大使。9月6日，战鹰在第八届虎扑女神大赛网络评选中，一路过关斩将赢下邓紫棋、倪妮、李一桐、贾静雯后，在决赛三局两胜的赛制下连胜高圆圆，以网民投票总票数342059票的成绩登顶第八届女神大赛总冠军。在此项比赛网络投票过程中，战鹰打破最快破1万到43万的所有纪录以及史上单场最高得票纪录、最大分差等多项纪录。同月，战鹰担任杭州第十九届亚洲运动会围棋项目中国中央电视台解说嘉宾。